# Raorchestes archeos
Raorchestes archeos es una especie de anfibio anuro de la familia Rhacophoridae.

## Distribución geográfica
Esta especie es endémica de la India. Se encuentra en Kerala y Tamil Nadu adyacentes entre los 840 y 1071 m sobre el nivel del mar en las colinas Agasthyamalai y Devarmalai Hills en los Ghats occidentales.

## Publicación original
- Vijaykumar, Dinesh, Prabhu & Shanker, 2014: Lineage delimitation and description of nine new species of bush frogs (Anura: Raorchestes, Rhacophoridae) from the Western Ghats Escarpment. Zootaxa, n.º 3893 (4), p. 451–488.[2]